# 板橋区立赤塚第三中学校

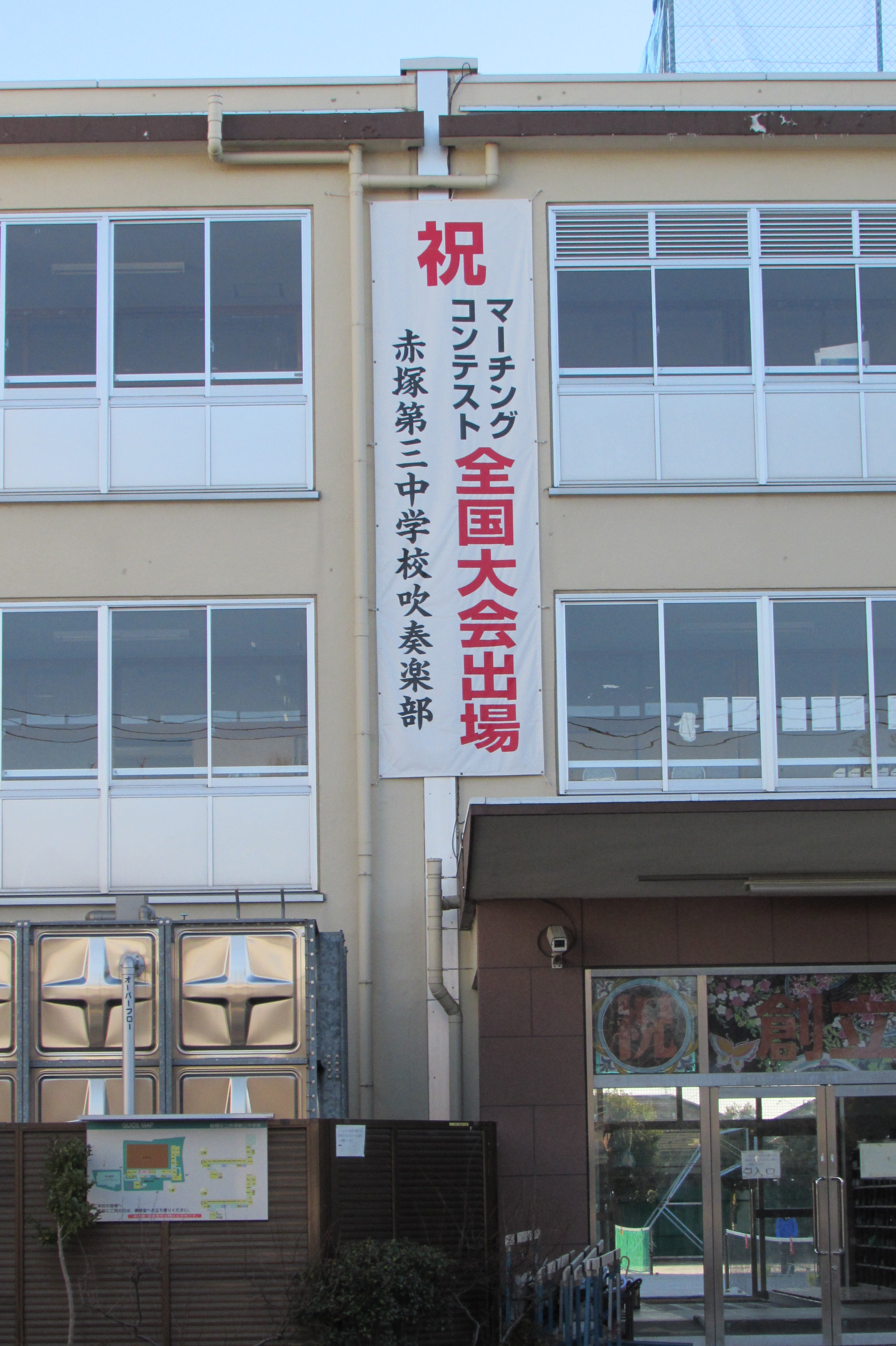
正門中央に設置された。

板橋区立赤塚第三中学校（いたばしくりつ あかつかだいさんちゅうがっこう）は、東京都板橋区にある公立中学校である。略称は赤三、赤三中。

## 概要
- 2014年（平成26年）4月現在の生徒数は644人である。
- 2006年（平成18年）4月1日から校舎の全面改修を実施し、2007年（平成19年）3月31日に大規模改修工事終了、各教室に冷暖房が設置された。
- 2003年度（平成15年度）から2008年度（平成20年度）まで6年連続で、2010年度（平成22年度）から2014年度（平成26年度）現在まで連続して板橋区体育総合優秀校に選ばれている。
- 始業は1960年4月1日だが開校記念日は5月1日である。

## 沿革
- 1960年4月1日 - 創立、赤塚二中7教室を借り、生徒450名で始業
- 2003年 - 板橋区体育総合優秀校受賞（2008年まで6年連続）
- 2006年 - 北校舎（旧銀行）使用開始、校内全面改修工事実施
- 2007年3月31日 - 大規模改修工事終了
- 2011年4月16日 - 東北地方太平洋沖地震で休園していた東京ディズニーランド（4月15日に再開）で吹奏楽部が演奏
- 2014年11月23日 - 第27回全日本マーチングコンテスト中学生の部において吹奏楽部が銀賞受賞
- 2017年 - 2019年（第30回 - 32回）全日本マーチングコンテスト中学生の部において吹奏楽部が3年連続金賞受賞

## 教育目標
校訓「自主・誠実・健康」のもと、次の精神を重んじる生徒を育成する。
自律・共生・創造

## 校歌
作詞は佐佐木信綱、作曲は信時潔である。

## 年間行事
- 4月 始業式、入学式、部活動説明会、離任式、修学旅行保護者会（3年）、身体計測・スポーツテスト、板橋区学習ふりかえり調査（1・2年）・第1回復習テスト（3年）
- 5月 開校記念日、校外学習（1年）
- 6月 前期生徒総会、プール開き、修学旅行（3年）、校外学習（2年）、高校の先生のお話を聞く会（3年）、期末考査
- 7月 都生徒の学力向上を図るための調査（2年）終業式、三者面談
- 8月 夏期休業 補習教室
- 9月 始業式、部活動体験（小学6年生向け）、上級学校訪問（2年）、生徒会役員選挙、学校説明会、プール納め、運動会
- 10月 中間考査、進路説明会（3年）、板橋区学習ふりかえり調査（1・2年）・第2回復習テスト（3年）、後期生徒総会、文化祭・合唱コンクール
- 11月 三者面談（3年）、第3回復習テスト（3年）、期末考査
- 12月 三者面談（1・2・3年）、スキー教室保護者会（2年）、3年入試相談、終業式
- 1月 始業式、書き初め展、スキー教室（2年）、オーケストラ鑑賞教室（2年）職場体験(1年)
- 2月 新入生保護者説明会、学年末考査
- 3月 作品展、卒業式、修了式

学校公開は基本的に土曜授業として夏季休業のある8月以外、毎月実施。

## 部活動

### 文化部
- 生活
- 吹奏楽
- 英語
- 演劇
- 技術
- 美術
- 文芸
- 科学

### 運動部
- ランニングサークル
- 陸上
- 柔道（平成25年度新規開部）
- 剣道
- サッカー
- 男子ソフトテニス
- 女子ソフトテニス
- 女子バレーボール
- 男子バスケットボール
- 女子バスケットボール
- 野球
- 卓球
- バドミントン

## 著名な卒業生
- 八代英輝（弁護士・コメンテーター）
- 風間やんわり（漫画家）
- ショーゴ（お笑い芸人、東京ホテイソンメンバー）
- BUNNY（DJ・音楽プロデューサー）

## 交通
- 東武鉄道東武東上線 下赤塚駅 北口より徒歩約15分
- 東武鉄道東武東上線成増駅 北口より国際興業バス赤羽駅北口行き、志村三丁目駅行き 赤塚八丁目下車
- 都営地下鉄三田線高島平駅より国際興業バス高島平操車場行き（下赤塚駅循環・赤塚八丁目先回り）赤塚八丁目下車